# Euxoa altens
Euxoa altens är en fjärilsart som beskrevs av Mcdunnough 1946. Euxoa altens ingår i släktet Euxoa och familjen nattflyn. Inga underarter finns listade i Catalogue of Life.